# Irapuru (lenda)
A lenda do Uirapuru é a lenda de um pássaro especial, pois dizem que ele é mágico, quem o encontra pode ter um desejo especial realizado. Esta lenda originou-se na região norte do Brasil. O Uirapuru é um símbolo de felicidade.

## Lenda
Diz a lenda que um jovem guerreiro apaixonou-se pela filha do grande cacique. Por se tratar de um amor proibido não poderia se aproximar dela. Sendo assim, pediu ao deus Tupã que o transformasse em um pássaro. Tupã transformou o em um pássaro vermelho telha, com um lindo canto. O cacique foi quem logo observou o canto maravilhoso daquele pássaro. Ficou tão fascinado que passou a perseguir o pássaro para aprisioná-lo e ter seu canto só para ele. Na ânsia de capturar o pássaro, o cacique se perdeu na floresta. Todas as noites o Uirapuru canta para a sua amada. Tem esperança que um dia ela descubra o seu canto e saiba que ele é o jovem guerreiro.
Em uma outra versão da lenda, duas índias se apaixonam pelo mesmo cacique, e este promete se casar com a índia com a melhor pontaria no arco e flecha. Oribici, a índia que perdeu, chorou copiosamente até suas lágrimas formarem um córrego. Oribici se conformou, pois viu que o novo casal se amava de verdade. Tupã, compadecido com o sofrimento de Oribici, a transformou em um pássaro de canto belíssimo, que encantava todos os outros pássaros, assim compensando o amor perdido.
Em uma terceira versão, um pássaro de plumagem vermelha e de belo canto foi ferido por uma flecha de uma donzela e se transformou em um guerreiro forte e bonito. Um feiticeiro que amava a donzela, por ciúmes, tocou em sua flauta mágica uma música que fez o guerreiro sumir. Desde então, só restou nas matas da Amazônia, o belo canto do guerreiro.

## Na arte
O maestro Heitor Villa-Lobos, no ano de 1917, compôs uma sinfonia inspirado na lenda do Uirapuru que conheceu em uma viagem que fez para a região norte do Brasil. A sinfonia contava a lenda de uma jovem que, ao escultar o canto do Uirapuru, acertou uma flecha no coração do pássaro, que se transformou em um bonito rapaz.
Pena Branca e Xavantinho interpretaram a música Uirapuru, composição de Jacobina e Murilo Latini. E, em 1934, Waldemar Henrique também compôs uma música chamada Uirapuru.